# TV Rio Sul
TV Rio Sul é uma emissora de televisão brasileira sediada em Resende, cidade do estado do Rio de Janeiro. Opera no canal 13 (28 UHF digital) e é afiliada à TV Globo. Cobre as regiões sul fluminense e centro-sul fluminense (com exceção do município de Areal que, desde 1997, recebe o sinal da InterTV Serra+Mar).

## História
Em 1.º de dezembro de 1990, a cidade de Resende, inaugurava a terceira afiliada da Rede Globo no estado do Rio de Janeiro, com o objetivo de permitir um melhor atendimento jornalístico e comercial à comunidade, para 24 cidades do sul do estado.

## Sinal digital
| Canal virtual | Canal digital | Resolução de tela | Programação                                 |
| ------------- | ------------- | ----------------- | ------------------------------------------- |
| 13.1          | 28 UHF        | 1080i             | Programação principal da TV Rio Sul / Globo |

Em agosto de 2010, a TV Rio Sul iniciou a transmissão do seu sinal digital, em caráter experimental, através do canal 28 UHF. Ao mesmo tempo, também se iniciaram as transmissões nas retransmissoras de Volta Redonda e Barra Mansa. No dia 29 de novembro de 2012, a emissora estreou seu sinal digital em caráter definitivo.
Transição para o sinal digital
Com base no decreto federal de transição das emissoras de TV brasileiras do sinal analógico para o digital, a TV Rio Sul, bem como as outras emissoras de Resende, cessou suas transmissões pelo canal 13 VHF em 12 de dezembro de 2018, seguindo o cronograma oficial da ANATEL.